# Jamal Shuler
Jamal Shuler, né le 11 janvier 1986 à Jacksonville en Caroline du Nord, est un joueur américain de basket-ball. Il évolue au poste d'arrière.

## Biographie
Après une formation au lycée Jacksonville à Jacksonville, en Caroline du Nord, il s'inscrit à l'université en 2004 dans les rangs des VCU Rams de Richmond, en Virginie, où il reste jusqu'en 2008. Sa meilleure saison est la dernière, 2007-2008, où il inscrit une moyenne de 15,5 points, récupère 4,6 rebonds, et fait 1,2 passe décisive par match. Durant ses quatre années à l'université, il joue un total de 115 matchs avec des moyennes de 8,7 points, 2,5 rebonds et un temps de jeu par match de 21 minutes.
Le 14 août 2018, sa signature à Hapoël Tel-Aviv est annoncée officiellement.

## Clubs successifs
- 2004-2008 :  Rams de VCU (NCAA)
- 2008-2010 :  TBB Trier (Basketball-Bundesliga)
- 2010-2011 :  JA Vichy (Pro A)
- 2011-2013 :   SLUC Nancy (Pro A)
- 2013-2014 :  Khimik Youjne (Super-Liha)
- 2014-2015 :  JSF Nanterre (Pro A)
- 2015-2017 :   AS Monaco (Pro A)
- 2017-2018 :  Nanterre 92 (Pro A)
- 2018-2019 :  Hapoël Tel-Aviv (Ligat HaAl)
- 2019-2020 :  Iraklis Salonique (ESAKE)
- 2020-2021 :  Aris Salonique (ESAKE)

## Palmarès

### En club
- Match de Champions 2017 (Nanterre)
- Leaders Cup 2016, 2017 (Monaco)
- Eurochallenge 2015 (Nanterre)

### Distinctions personnelles
- MVP de la finale de l'Eurochallenge 2015
- MVP de la finale de la Leaders Cup 2016